# Victor Williams
Victor Williams (Brooklyn, New York, VS, 19 september 1970) is een Amerikaans acteur. Williams werd vooral bekend door zijn rol als Deacon Palmer, de beste vriend van Doug Heffernan in de serie King of Queens. 
De lange acteur (1.96m) ontving een bul in kleinkunst (acteren) van de New York University's Graduate Acting Program.
Williams debuteerde in 1985 in de film The Barbaric Beast of Boggy Creek, Part II, speelde gastrollen in series als Law & Order, Profiler en ER. Ook speelde hij kleine rollen in films als The Preacher's Wife, Cop Land en Bewitched.

## Filmografie
- The Barbaric Beast of Boggy Creek, Part II (1985) - Jong wezen
- Homicide: Life on the Street Televisieserie - Ishmael Al-Hadj (Afl., Scene of the Crime, 1996)
- The Preacher's Wife (1996) - Robbie
- A Brooklyn State of Mind (1997) - Zwarte man
- Law & Order Televisieserie - Geüniformeerde politieagent Wilson (Afl., Legacy, 1997)
- New York Undercover Televisieserie - Freddie James (Afl., The Solomon Papers, 1997)
- Profiler Televisieserie - Rechercheur Beckley (Afl., Blue Highway, 1997)
- Cop Land (1997) - Russell
- The Jamie Foxx Show Televisieserie - Leon (Afl., Soul Mate to Cellmate, 1998)
- Graham's Diner (1999) - Rol onbekend
- The Practice Televisieserie - Officer Craig Armstrong (Afl., Blowing Smoke, 2000)
- ER Televisieserie - Roger McGrath (Afl., Carter's Choice, 1998|Of Past Regret and Future Fear, 1998|Power, 1999|Rampage, 2001)
- Me and Mrs. Jones (2001) - Jersey
- With or Without You (2003) - Kenneth
- The Animatrix (DVD, 2003) - Dan (Segment 'World Record', stem)
- World Record (2003) - Dan (Stem)
- Justice League Televisieserie - Snooty Britse regisseur (Afl., Eclipsed: Part 1, 2003, stem)
- First Breath (2004) - Eddie
- Traci Townsend (2005) - Darrell
- The Toy Warrior (2005) - Rol onbekend (Stem)
- Bewitched (2005) - Politieman
- Love, Inc. Televisieserie - Marcus (Afl., Pilot, 2005)
- The King of Queens Televisieserie - Deacon Palmer (151 afl., 1998-2007)
- A New Tomorrow (2007) - Joby/Interviewer
- Girlfriends Televisieserie - Mr. Hines (Afl., Stand and Deliver, 2008)

- Library of Congress Control Number: no2012022685
- Système universitaire de documentation: 23648060X
- Virtual International Authority File: 232362046
- WorldCat: E39PBJmDfRq9hwcgXwBYBHcF8C